# Браунвил (Њу Џерзи)
Браунвил (енгл. Brownville) насељено је место без административног статуса у америчкој савезној држави Њу Џерзи.

## Демографија
По попису из 2010. године број становника је 2.383, што је 277 (-10,4%) становника мање него 2000. године.
| Група             | 2000.         | 2010.         |
| Белци             | 2.129 (80,0%) | 1.731 (72,6%) |
| Афроамериканци    | 123 (4,6%)    | 120 (5,0%)    |
| Азијати           | 216 (8,1%)    | 240 (10,1%)   |
| Хиспаноамериканци | 156 (5,9%)    | 267 (11,2%)   |
| Укупно            | 2.660         | 2.383         |